# الخالدية (الدوادمي)
الخالدية، هي قرية من فئة (ب) تقع في محافظة الدوادمي، والتابعة لمنطقة الرياض في السعودية.
شيوخ مركز الخالدية هم
الشيخ عبدالله بن ناهض بن دريميح الحبيل  
الشيخ عبيد بن ناهض بن دريميح الحبيل  
الشيخ سعد بن ناهض دريميح الحبيل  
الشيخ صالح بن جفين بن دريميح الحبيل  
الشيخ متعب بن عبدالله بن ناهض الحبيل  
الشيخ نايف بن عبدالله بن ناهض الحبيل  
الشيخ تركي بن عبدالله بن ناهض الحبيل  
الشيخ ناهض بن عبدالله بن ناهض الحبيل  
الشيخ سعد بن صالح بن جفين الحبيل  
الشيخ صمهود بن عبدالله بن ناهض الحبيل  
الشيخ منصور بن عبدالله بن ناهض الحبيل  
الشيخ عـبــدالُـلـه بــن متعب الـحـبـيـل  
الشيخ ناهض بن نايف بن عبدالله بن ناهض الحبيل  
الشيخ فالح بن متعب بن عبدالله الحبيل  
الشيخ تركي بن نايف بن عبدالله الحبيل  
الشيخ سعد بن ناهض بن عبدالله بن ناهض الحبيل  
الشيخ عبيد بن تركي بن عبدالله الحبيل